# Nebojša Krupniković
Nebojša Krupniković (Servisch: Небојша Крупниковић) (Arilje, 15 augustus 1973) is een voormalig Servische voetballer.

## Erelijst
Hannover 96
- 2. Bundesliga

2002